# Happy Holiday
Happy Holiday – singel polskich influencerów – Hi Hanii oraz Świeżego – wydany z zespołem Genzie. Singiel został wydany 18 grudnia 2024.
Oryginalny teledysk do utworu zdobył ponad 400 tys. wyświetleń na platformie YouTube (lipiec 2025). Natomiast w serwisie Spotify, utwór osiągnął ponad 300 tys. przesłuchań (lipiec 2025).

## Nagrywanie i historia wydania
Utwór wyprodukował Ghosty, który odpowiada również za miksowanie i mastering piosenki. Kompozycją utworu zajęli się Maciej Magnuski, Piotr Bogutyn, Piotr Gozdek oraz Tomasz Kulik. Tekst do piosenki napisali Piotr Gozdek i Tomasz Kulik. Utwór wykonali influencerzy Hi Hania oraz Świeży. Nagrania zrealizowano w warszawskich studiach nagraniowych: Studio Nagrywarka oraz TJT Studio.
Singel ukazał się w formacie digital download 18 grudnia 2024 w Polsce nakładem wytwórni płytowej Ekipa.

## Teledysk
Do utworu powstał teledysk w zrealizowany przez firmę MzQ Media, który udostępniono 23 grudnia 2024 za pośrednictwem platformy YouTube. Nagrania odbyły się m.in. na stacji narciarskiej Rusiń-ski w Bukowinie Tatrzańskiej. 

## Lista utworów
- Digital download[5]

1. „Happy Holiday” – 2:56

## Notowania

### Pozycje na tygodniowych listach sprzedaży
| Kraj              | Lista     | Najwyższa pozycja |
| ----------------- | --------- | ----------------- |
| Polska            | RMF FM    | 101               |
| Stany Zjednoczone | Polski FM | 87                |